# Tapirira obtusa
Tapirira obtusa là một loài thực vật có hoa trong họ Đào lộn hột. Loài này được (Benth.) J.D.Mitch. miêu tả khoa học đầu tiên năm 1993.